# Kerem Ben Zimra
Kerem Ben Zimra ((he) כרם בן זמרה) est un moshav près de Safed, dans la haute Galilée , dans le nord d'Israël. Il appartient à la région de Merom HaGalil.

## Vue d'ensemble
Le moshav Kerem Ben Zimra est fondé en 1949, sur le site du village arabe Al-Ras al-Ahmar abandonné en 1948, par des immigrants originaires de Turquie, de Roumanie et du Maroc. Le rabbin Meir Yehuda Getz (1924-1995), un kabbaliste et le premier rabbin du Mur Occidental à Jérusalem, était parmi les fondateurs du moshav.
Le moshav est nommé du nom de Rabbi David ben Solomon ibn Abi Zimra (en), dont la tombe, ainsi que celle de son père Yosef, est proche du moshav.

## Réserve naturelle Kerem Ben Zimra
En 1968, une réserve naturelle de 68 dunam a été déclarée sur les terres au sud du moshav. La flore comprend Pistacia atlantica, Quercus macrolepis, Chêne de Palestine, Nerprun, et Aliboufier.